# Simon & Ingo
Simon & Ingo ist ein deutsches Kabarett-Duo aus Bonn, bestehend aus Simon Slomma und Ingo Nordmann.

## Wirken
2015 lernten sich Simon Slomma und Ingo Nordmann bei einem Poetry Slam, bei dem sie gemeinsam im Finale standen, kennen. Bei ihren Shows sowie auf ihren Veröffentlichungen rappt und singt Ingo (Nordmann), während Simon (Slomma) neben dem Gesang & Rap auch die Instrumente spielt (Klavier, Schlagzeug, Gitarre und Bass). 2016 erreichten sie beim Kabarettwettbewerb "Siegtaler Wackes" den dritten Platz, 2018 beim Leverkusener Kleinkunstpreis den zweiten Platz. Beim Bielefelder Kabarettpreis 2020 erreichten sie ebenfalls den zweiten Platz und gewannen zudem den Publikumspreis. Die Jury begründete ihre Entscheidung folgendermaßen: "Sie haben Hippieklampfe und Rap zusammengebracht und so ein ganz eigenes Genre geschaffen. Sie präsentieren Kabarett mit Haltung, energetisch, lautstark und charmant. Sie sind zwar nicht links, aber dafür ein Medium Gottes. In Ihrem Alter sind zwar die meisten schon Präsident, dafür belegen sie den 2. Platz des Bielefelder Kabarettpreises. Und weil am Ende stets die Guten gewinnen, erhalten sie auch den Publikumspreis." Darüber hinaus treten sie auch als Veranstalter und Moderations-Duo in Erscheinung, unter anderem bei der von ihnen gegründeten Show "Backstage Sessions" im Kölner Stadtgarten sowie beim "Poetry Slam im Untergrund" in Bonn.

## Programme
- 2017: Tourlaub

## Auszeichnungen
- 2016: 3. Platz Siegtaler Wackes
- 2018: 2. Platz Leverkusener Kleinkunstpreis
- 2020: 2. Platz & Publikumspreis Bielefelder Kabarettpreis

## Veröffentlichungen
- 2018: Absage abgelehnt (Umbu Records)
- 2018: Die Guten gewinnen (Umbu Records)
- 2020: Hippie Hippie Yeah (Umbu Records)